# The Living Planet
The Living Planet: A Portrait of the Earth je BBC-jeva dokumentarna serija o naravi, ki jo je napisal in predstavil David Attenborough, prvič predvajana v Združenem kraljestvu od 19. januarja 1984.
Nadaljevanje njegovega pionirskega dela Life on Earth (Življenje na Zemlji) je študija načinov, kako se živi organizmi, vključno z ljudmi, prilagajajo svoji okolici. Vsaka od dvanajstih 55-minutnih epizod (ena manj kot njegova prejšnja serija) je predstavljala drugačno okolje. Izvršni producent je bil Richard Brock, glasbo pa je zložila Elizabeth Parker iz BBC Radiophonic Workshop.
Delu serije 'Življenje' Davida Attenborougha, je sledil The Trials of Life (1990). Pred slednjim pa je Attenborough napisal in predstavil dve krajši seriji: The First Eden (Prvi raj - 1987), o odnosu človeka do naravnih habitatov Sredozemlja, in Lost Worlds, Vanished Lives (Izgubljeni svetovi, izginula življenja -1989), ki se nanaša na odkritje fosilov.

## Ozadje
Programi so bili prav tako ambiciozni za produkcijo kot tisti v prejšnjih serijah, vsak pa je vključeval različne lokacije z vsega sveta.
Med najtežjimi kraji, kar zadeva logistiko, je bil Sudan, kamor je bilo treba pripeljati posadko – kljub temu, da ni bilo vzletno-pristajalnih stez ali cest. Nasprotno pa območja, kot je Himalaja, sploh niso dovoljevala prevoza, zato je bila edina možnost hoja. V Južni Ameriki je zaradi pomanjkanja čolnov en snemalec moral svojo opremo potiskati v gumijastem čolnu, sam pa je plaval za njim.
Nekatere teme so se izkazale za še bolj zahtevne: produkcijska ekipa je morala čakati dve leti, da so prispele novice o izbruhu vulkana, in morala je prekiniti vsa druga snemanja v upanju, da bo še vedno bruhal, ko so ga dosegli. Drugje se je moral snemalec Hugh Miles postaviti 23 m stran od polarnega medveda, da ga je posnel od blizu.
Za epizodo The Sky Above je ustvarjalcem serije uspelo zagotoviti storitve NASE in uporabo njenega gravitacijskega raziskovalnega letala, ljubkovalno imenovanega Vomit Comet.
Vendar pa je najbolj zamudna sekvenca vključevala rdečeprse gosi (Branta ruficollis) med letom – ne v smislu dejanskega snemanja, ampak med pripravami nanj. Ptice so morali od rojstva vzgajati ročno, da so se odzivale na glas svoje 'mame', in to jim je na koncu omogočilo fotografiranje, ko so letele ob premikajočem se avtomobilu z odprto streho.
Snemalne tehnike so se še naprej razvijale. En nov kos uporabljene opreme je bila potapljaška obleka z veliko, popolnoma zaprto prednjo ploščo, ki je Attenboroughu omogočala, da govori (in je viden) pod vodo.
V intervjuju o ustvarjanju serije je bil Attenborough samozatajen glede svojega prispevka:
 »Težav dejansko ne doživljam jaz, ker so deli, ki jih delam, najlažji. [...] Ni preveč težko stopiti na skalo, pogledati v kamero in nekaj reči. Težave so tiste, s katerimi se srečujejo snemalci, režiserji in drugi, ki morajo dejansko pripraviti žival, da počne nekaj, česar morda še nihče sploh ni videl. To so izjemno težke stvari.«

## Epizode
»Naš planet, Zemlja, je, kolikor vemo, edinstven v vesolju. Vsebuje življenje. Celo na njegovih najbolj pustih delih so živali. Okoli ekvatorja, kjer sta ti dve bistveni stvari za življenje, sonce in vlaga, so najbolj bogati, rastejo veliki gozdovi. In tukaj se rastline in živali razmnožujejo v tolikšnem številu, da še vedno nismo niti poimenovali vseh različnih vrst. Tukaj živali in rastline, žuželke in ptice, sesalci in človek živijo skupaj v intimnih in kompleksnih skupnostih, vsak je odvisen drug od drugega. Dve tretjini površja tega edinstvenega planeta pokriva voda in tu se je res začelo življenje. Iz oceanov se je razširilo celo do vrhov najvišjih gora, kot so to storile živali in rastline in se odzvale na spreminjanje obraza Zemlje.« — Uvodna pripoved Davida Attenborougha

## Prodaja
Serija je na voljo v Združenem kraljestvu za Regiji 2 in 4 kot komplet DVD-jev s 4 ploščami (BBCDVD1234, izdan 1. septembra 2003) in kot del zbirke The Life. Njegova edina dodatna funkcija je 40-minutni dokumentarec: The Making of The Living Planet. Prva epizoda je na ovitku DVD-ja pomotoma navedena kot "The Furnaces of the Earth". Na voljo je tudi v kompletu s 4 ploščami v regiji 1, ki ga je 25. novembra 2003 izdala založba Time-Life Video, pri čemer je bil vrstni red epizod bistveno spremenjen, Attenboroughova uvodnica od ene epizode do druge pa je ustrezno skrajšana.
Spremno knjigo, The Living Planet: A Portrait of the Earth Davida Attenborougha (ISBN 0-563-20207-6), je izdala BBC Books 2. februarja 1984. Poleg tega je The Making of The Living Planet Andrewa Langleyja ( ISBN 0-04-778002-9) izdal George Allen & Unwin leta 1985. Oba trenutno nista ponatisnjena.
LP z glasbo Elizabeth Parker za serijo z naslovom The Living Planet - Music from the BBC TV Series je izšla leta 1984. Silva Screen je bils ponovno izdana na CD-ju in v digitalnem prenosu 12. avgusta 2016 in na biserno obarvanem vinilu 26. avgusta. 2016.

### 1. epizoda: Zgradba Zemlje
Prva epizoda se začne v najgloblji dolini na svetu: v reki Kali Gandaki v Himalaji. Njene temperature segajo od tropskih v spodnjem toku do polarnih višje. Prikazuje torej, kako se bitja prilagajajo življenju v določenih okoljih. Višje kot potuje Attenborough, bolj pusto in gorato je območje in bolj ustrezajo živali, ki tam živijo. Vendar so takšne prilagoditve sorazmerno nove: te gore so nastale iz morskega dna pred približno 65 milijoni let. Da bi prikazal silo narave, ki je odgovorna za to, Attenborough stoji pred bruhajočim vulkanom na Islandiji in se igra s kosom bazalta; Velikanova pot je primer tega, kar se dogaja v daljšem časovnem obdobju. Islandski vulkani predstavljajo severni konec razpoke, ki je večinoma pod vodo in poteka navzdol po eni strani zemeljske oble ter na poti, kjer je nad morsko gladino, tvori vulkanske otoke. Prav takšna dejavnost, znana kot tektonika plošč, je iz globin Zemlje potegnila narazen Afriko in Južno Ameriko ter ustvarila Atlantski ocean. Posnetek izbruha gore Sv. Helena leta 1980 prikazuje, kakšno zdesetkanje je povzročil. Vendar je to bledo v primerjavi z uničenjem, ki ga je leta 1883 povzročil Krakatav, ki ga Attenborough podrobno opisuje. Ko se takšen pritisk pod Zemljo premakne, povzroči nastanek vročih vrelcev in votlin – ki same podpirajo življenje. Ta epizoda ima alternativni naslov The Furnaces of the Earth (Zemeljske peči) na 4-Disc BBC DVD škatli (BBCDVD1234).

### 2. epizoda: Zamrznjeni planet
Ta epizoda opisuje negostoljubne habitate snega in ledu. Mount Rainier v Ameriki je primer takega kraja: ni vegetacije, torej ni rastlinojedcev in s tem tudi mesojedcev. Vendar pa se pod njeno zmrznjeno površino razraščajo alge in pobočja obiščejo nekatere žuželke, na primer pikapolonice. Afriške gore so stalno pokrite s snegom, pod vrhovi, kot sta Kilimandžaro in Mount Kenya, pa živijo rastlinske in živalske skupnosti. Vendar pa prenesejo ekstremne temperature v 24 urah kot nobena druga. Ponoči so v nevarnosti, da zmrznejo, podnevi pa so lahko oropani vlage. Lobelije se borijo proti temu tako, da proizvajajo pektin ali pa se izolirajo z obilico listov, podobno kot krzneni plašč. Andi se razprostirajo po celotni Južni Ameriki in so obdani z altiplanom. Na teh visokih planjavah je velika in raznolika populacija živali. Antarktika je večja od celotne Evrope in je večinoma brez življenja. Vendar so njene obale in vode rodovitne in v njih živijo kožuhasti tjulnji, njihova glavna hrana (kril) in več vrst pingvinov. Nasprotno pa je Arktiko zaradi povezave z bolj zmernimi regijami koloniziralo veliko različnih vrst. To so polarna lisica, severni medved, postrušniki, snežna sova in najmočnejši lovci v regiji, Inuiti. Je tudi začasen dom živalim selivcem, kot sta severni jelen in snežna gos.

### 3. epizoda: Severni gozdovi
Naslednja epizoda raziskuje severne iglaste gozdove. Program se začne na severu Norveške, 500 kilometrov severno od arktičnega kroga. Tu je ravno toliko svetlobe, da borovci preživijo, a je pozimi izjemno mrzlo. Semena borovih storžev so eno redkih živil, ki so na voljo v tem letnem času, velike rastlinojede živali, kot je los, pa se morajo prav tako zanašati na svoje maščobne rezerve. Vendar pa obstajajo plenilci, vključno z risi, rosomahi in sove. Iglasti gozd se razprostira v pasu po vsej zemeljski obli, v najširšem premeru približno 1900 kilometrov. Na vsako celino spomladi prispe veliko živali selivk, še več pa poleti. V letih, ko je populacija voluharjev velika, se ustrezno poveča in razširi tudi številčnost njihovega glavnega plenilca, sove. Južneje se zaradi toplejšega podnebja borovci umaknejo širokolistnim vrstam, kot sta hrast in bukev. Poleti gozdne krošnje zasede več ptic kot v katerem koli drugem letnem času in se prehranjujejo z neštetimi žuželkami. Ob nastopu zime številne živali v teh gozdovih prespijo, v Ameriki pa Attenborough odkrije brlog črnega medveda, ki lahko spi tudi po šest mesecev. Nazadnje, še južneje, Attenborough odkrije posledice gozdnih požarov, ki niso tako uničujoči, kot se zdijo – prizadeta območja se v nekaj mesecih pomladijo z več cvetja kot prej.

### 4. epizoda: Džungla
Ta epizoda, ki je bila predvajana 9. februarja 1984, je posvečena tropskim gozdovom. Attenborough se povzpne na kapokovec v južnoameriškem tropskem deževnem gozdu, da bi opazoval »najbolj razširjeno življenja, ki ga lahko najdete kjer koli na površju Zemlje«. Za to sta dva glavna vzroka: toplota in vlaga. Ker je to podnebje konstantno, ni letnih časov, zato se drevesa v svojih ciklih cvetenja zelo razlikujejo. Vendar pa vsaka vrsta to počne hkrati in se zaradi pomanjkanja vetra za opraševanje zanaša na ptice in žuželke. Bromelijevke imajo svojo populacijo obiskovalcev, predvsem zaradi svojih kelihu podobnih rozet listov, ki zadržujejo vodo. Nekateri ga uporabljajo za pitje ali, kot v primeru strupene žabe, za odlaganje paglavcev. Attenborough izpostavlja tudi tiste vrste, ki so izpopolnile umetnost kamuflaže, vključno s posnemalci. Najbolj gosto poseljen del džungle je v njenem najvišjem toku. Približno na polovici je malo življenja, razen tistih, ki naseljujejo luknje v gnezdih, kot so ara, ali uporabljajo debla in liane za pomoč pri gibanju. Tla džungle niso zelo rodovitna, saj dež izpere vsa hranila iz zemlje. Drevesne korenine se torej zanašajo na nekakšen kompost, ki nastane iz razpadajočih listov – proces, ki se v naravni vlagi močno pospeši. Po tropski nevihti ostareli kapokovec zgrmi na tla in pusti vrzel v nadstrešku. Nato se začne proces obnove, ko sadike tekmujejo, da zapolnijo ustvarjeni prostor.

### 5. epizoda: Morje trave
Ta epizoda govori o rastlini, ki ima okoli 10.000 vrst in pokriva več kot četrtino rastlinskega zemljišča: trave. Je rastlina, ki kljub nenehni paši raste – saj na njenem dnu raste travni list, ki je trajno aktiven. Na tako nizkih ravneh kuščarji plenijo žuželke, bogomolke jedo kobilice (Acridomorpha), pajki lovijo vse, kar lahko, skarabeji pa počistijo nered. Termiti so med najuspešnejšimi: v brazilski savani je več termitnjakov na hektar kot kjer koli drugje – in tam, kjer uspevajo, jim sledi mravljinčar. Ob zori v brazilskem Campo Grande so številne ptice, ki gnezdijo na prostem, ranljive za vrste, kot je tegu (Tupinambis). Zaradi malo vode je dreves malo, v sušnem obdobju pa kajman in želve tekmujejo za prostor v takšnih bazenih, kakršni so 3000 kilometrov severno, v Venezueli, glinasta tla omogočajo llanosom zadrževanje poplavne vode, nekatera bitja, kot je kapibara, pa uživajo. Še severneje, v severnoameriški [[prerija|preriji]g, temperatura - 46 °C pomeni, da jo le malo živali lahko preživi; bizon je tisti, ki lahko. Afriške ravnice imajo večjo raznolikost in večjo koncentracijo živali, ki živijo na travi, kot katera koli druga dežela. To vodi do podobnega števila plenilcev in ljudstvo Merle ustreli koba (Kobus kob) iz zasede, ko prečkajo reko. Od milijona živali, ki poskušajo prečkati več dni, jih je približno 5000 ubitih.

### 6. epizoda: Vroče puščave
Naslednji epizoda raziskuje svet puščav. Začne se v največji, Sahari, kjer so bile zabeležene najvišje temperature kopnega. Slike na skalah prikazujejo bitja, kot so žirafa in antilope, kar kaže na to, da je bilo na neki točki dovolj rastlinja, ki jih je podpiralo. Zdaj je takšno življenje skoraj izginilo, z izjemo iglavcev  Widdringtonia, katerega korenine najdejo vodo globoko pod zemljo. Ker noč prinaša nizke temperature, so mnoga bitja, ki tam živijo, nočna. Med njimi so fenek, gekoni, jerboi in [fkarakal]]. Prikazan je boj škorpijona s pajkom črna vdova. Čez dan puščava pripada plazilcem, ki se zanašajo na sonce, da jim ogreje telo. Sonorska puščava je dom strupenega bradavičarja, enega redkih strupenih kuščarjev. Do sredine popoldneva je tako vroče, da morajo celo plazilci ubežati sončnim žarkom. Vendar pa so nekatere ptice razvile metode, kako se ohladiti. Stepske kokoške izhlapevajo vlago s plapolanjem v grlu, cestni tekač pa rep uporablja tudi kot senčnik. Na rastišče se najbolj prilagodijo rastline kreozotni grm (Larrea tridentata) in kaktusi, med katerimi je saguaro eden največjih. Nomadsko ljudstvo Tuaregi prečka Saharo – a tega ne more storiti brez pomoči. Za prevoz se zanašajo na kamele, kolikor jih ta potrebuje za občasno kopanje vode. Kljub temu je ena najbolje prilagojenih puščavskih živali: brez vode zdrži desetkrat dlje kot človek.

### 7. epizoda: V zraku
Ta epizoda, predvajana 1. marca 1984, se ukvarja z zrakom in tistimi bitji, ki večino svojega življenja preživijo v njem. Attenborough začne v Nasinem gravitacijskem raziskovalnem letalu, da bi ponazoril učinek breztežnosti. Obstaja presenetljivo veliko rastlin, katerih semena so pravzaprav lažja od zraka. Pajčevina je živalski ekvivalent, ki ga predejo drobni pajki. Le najmanjše rastline in živali lahko kljubujejo gravitaciji, a nekatera semena, na primer beli javor, to goljufajo s simulacijo gibanja helikopterja. Mnoga bitja so strokovnjaki za jadralna letala, na primer leteča žaba in nekatere vrste kuščarjev. Vendar pa morajo tisti, ki živijo na ravni trave, uporabljati motoriziran let, včasih s pomočjo skoka, kot pri kobilicah. Attenborough ves dan opazuje albatrose v Južni Georgii, ki izkoriščajo zračne tokove nad pečinami za jadranje. Težke ptice, kot so jastrebi, čakajo, da se zemlja segreje in zagotovi toploto, preden se lotijo daljšega leta. Prikazane so tehnike potapljanja ptic, kot so strmoglavci ali sokol selec. Podrobno so raziskane tudi ptice selivke in vsako jesen se jih nad Panamo zbere množica. Rdečeprsa gos se seli povsem po kopnem in se lahko zato vsako noč ustavi za gorivo – za razliko od tistih, ki prečkajo odprti ocean. Končno se Attenborough z balonom dvigne 6,5 kilometra v ozračje. Prav ta prostor vsebuje zemeljsko vreme, satelitski posnetki pa se uporabljajo za ponazoritev nastanka orkanov in tornadov.

### 8. epizoda: Sladka sveža voda
Epizoda se osredotoča na sladkovodne habitate. Le 3 % svetovne vode je sladke in Attenborough opisuje tok Amazonke, ki se začne visoko v Andih v Peruju, katerih potoki se izlivajo v veliko reko. Mlade reke so po naravi živahne in nevarne: tečejo hitro in tvorijo brzice, napolnjene z blatom in usedlinami. Na poti kopičijo pesek in gramoz, kar razjeda vse kamnine, razen najtrših okoliških kamnin. Rumena reka na Kitajskem nosi največ usedlin od katere koli reke. Ko se umiri in pade čez svojo zadnjo kaskado, voda postane mirna in bogata s hranili. Začnejo nastajati jezera in tam, kjer voda teče v kotanje, ki so nastale zaradi geoloških prelomov, so lahko ogromna. Ko voda doseže taka območja, izgubi svoj zagon in odloži sediment, zaradi česar so lahko tla zelo rodovitna. Bajkalsko jezero v Rusiji je najgloblje: 1500 metrov. Poleg tega je 80 % njegovih prebivalcev edinstvenih, vključno z bajkalskim tjulnjem (Pusa sibirica). Veliko je primerov bitij, ki uspevajo v takšnem okolju. Plenilci čakajo nad gladino (vodomci), pod njo (želve), na njej (veslavke Corixidae) in ob njenem robu (ribiški pajki Dolomedes). V zadnjih fazah lahko rečni pritoki prestopijo bregove in poplavijo. Vendar pa so nekateri iz tega naredili vrlino: močvirski Arabci v Iraku gradijo svoje stavbe na splavih iz trstičja. To omogoča, da ribe, pelikani in ljudje uspevajo v eni skupnosti.

### 9. epizoda: Obrobja kopnega
Ta epizoda podrobno opisuje obalna okolja in vpliv plimovanja, ki je najvišja v zalivu Fundy v Severni Ameriki. Ponekod [[erozija]g povzroči, da se zemlja umika, drugje – na primer v tropih – pa širjenje mangrov povzroči napredovanje. Školjke med oseko pustijo svoje školjke zaprte, da bi odvrnile napadalce, vendar je ostrigar (Haematopus ostralegus) spreten pri spopadanju z njimi. Druge ptice estuarijev, ki so razvile številne tehnike za nabiranje hrane iz blatnih ravnin, so pobrežniki, škurhi, spremenljivi prodnik (Calidris alpina), komatni deževnik (Charadrius hiaticula) in sabljarke. Medtem ko osočnik raste na mnogih evropskih obrežjih plimovanja, so mangrove v tropih obsežne. Največji gozd je Sundarbans ob izlivu Gangesa in je velik 370 kvadratnih metrov. Kjer se valovi srečajo s skalami in pečinami, so pasovi med plimo in oseko ozki in bitja so se razvila v skladu s svojimi prehranskimi in varnostnimi potrebami. Morske zvezde plenijo školjke, zato poskrbijo, da so ob oseki nedosegljive. Vitičnjaki so še višje in se hranijo z mikroskopskimi delci. Na kostariški plaži Attenborough opazuje samice želv Rideley, ki prihajajo s hitrostjo približno 5000 na uro, da bi odložile jajca. Končno odkrije največjo želvo, orjaško usnjačo, ki prav tako odlaga jajca. Opozarja, da je kljub veliki velikosti o njej malo znanega – le da se njena jajčeca zlahka plenijo, zato je ogrožena vrsta.

### 10. epizoda: Ločeni svetovi
Ta epizoda raziskuje oddaljene otoke in njihove prebivalce. Nekateri otoki so vrhovi vulkanov; drugi so koralni atoli. Tisti, ki jih kolonizirajo, se s sorazmerno hitrostjo spremenijo v nove vrste. Attenborough obišče Aldabro v Indijskem oceanu, ki je od afriške obale oddaljena 400 kilometrov. Ima veliko populacijo črnoperutih čiger (Onychoprion fuscatus), ki uživajo stopnjo zaščite pred plenilci, ki je na celini nedostopna. Razmnožila se je tudi orjaška želva, kljub negostoljubni naravi pokrajine. Številne otoške ptice postanejo neleteče, vključno s tukalico in izumrlim dodom z Mavricija. Zdi se, da življenje v taki izolaciji nekaterim vrstam omogoča, da prerastejo svoje sorodnike s celine, zato Attenborough od blizu opazuje skupino, ki hrani komodoške varane. Vulkanski otoki na Havajih so postali bogati z vegetacijo in s tem množico kolonistov: na primer, obstaja vsaj 800 vrst drozofil (plodova vinska mušica), ki so edinstvene za to območje. Polinezijci so dosegli Havaje pred več kot tisoč leti in njihova kultura plovbe po morju jim je omogočila doseči številne pacifiške otoke, vključno z Velikonočnim otokom, kjer so izrezovali moaije, in Novo Zelandijo: predniki Maorov. Attenborough izpostavlja kakapo kot vrsto, ki je bila lovljena do skorajšnjega izumrtja. Lastnost prebivalcev živalskih otokov je, da niso razvili nobenih sredstev za samoobrambo, saj so njihovi edini plenilci tisti, ki so jih naselili ljudje.

### 11. epizoda: Odprti ocean
Epizoda se osredotoča na morsko okolje. Attenborough se sam odpravi pod vodo, da bi opazoval oblike življenja v oceanu in jih komentiral iz prve roke. Navaja, da so tisti, ki živijo na morskem dnu, še bolj raznoliki kot prebivalci kopnega. Večina morskega življenja je mikroskopsko majhna in takšna bitja sestavljajo del morskega planktona. Nekatere živali se hranijo s filtratorji in primeri so manta, morski pes orjak in največji, kitovec. Koščene ribe s svojimi ribjimi mehurji in okretnimi plavutmi prevladujejo v morjih, tuna pa velja za najhitrejšega lovca, vendar premoč teh vrst rib ni ostala nesporna: tudi sesalci so pomembna sestavina oceanskega življenja. Prikazani so orke, delfini, enorogi in kiti grbavci, pa tudi jata kitov belug, ki se iz neznanega razloga vsako leto zberejo v zalivu v kanadski Arktiki. Morski habitati so lahko prav tako raznoliki kot tisti na suhem. Attenborough domneva, da je koralni greben s svojim bogastvom življenja vodni ekvivalent džungle. Kjer se vetrič Zalivskega toka sreča z vetrom Arktike, nastali tokovi dvignejo hranila, ki vodijo do vegetacije, rib, ki jih jedo, in drugih, ki jih jedo. Attenborough pripomni, da je človek tisti, ki je najbolj odgovoren za spreminjanje oceanskih okolij z neusmiljenim ribolovom, vendar je s tem tudi sam ustvaril nova - in to vodi do zadnje epizode.

### 12. epizoda: Novi svetovi
Zadnji del, predvajan 12. aprila 1984, raziskuje tista okolja, ki so jih ustvarili ljudje, tudi zase. Človek se je razširil na vse konce sveta – ne zato, ker bi se razvil, da bi ustrezal svoji okolici, temveč zato, ker je izkoriščal prilagoditve drugih živalskih vrst. Kljub temu, da obstaja že 500.000 let, je človek šele pred 9000 leti začel ustvarjati svoj življenjski prostor in v Beidhi v Jordaniji Attenborough preiskuje ostanke ene najzgodnejših vasi. Njegovi prebivalci so imeli živali in to udomačevanje se je razširilo v Evropo in sčasoma prispelo v Britanijo. Velik del pokrajine Združenega kraljestva je ustvaril človek: na primer, South Downs je bil nekoč gozd, Norfolk Broads pa so poplavljeni ostanki jam, izkopanih pred 600 leti. Človek je svojo deželo oblikoval tudi tako, da se je znebil nekaterih vrst in uvedel druge. Rastline je spremenil tako, da jih je žel: prostrana pšenična polja Amerike zdaj predstavljajo monokulturo, kjer nobena druga vrsta ni dovoljena. Enako lahko rečemo za mesta, ki so bila zgrajena izključno v korist človeka. Medtem ko smo ljudje dobri pri obvladovanju nezaželenih vrst (kot so podgane in drugi škodljivci), Attenborough trdi, da človek ni skrbel za naravne vire, in poudarja nevednost pri domnevi, da ima Zemlja neskončno zmožnost absorbiranja odpadkov. Zdaj kisla, brez življenja so skandinavska jezera primeri, ki so »sramotni spomeniki naše malomarnosti in pomanjkanja skrbi«.
»Čeprav smo danes neizmerno močni, je prav tako jasno, da bomo jutri še močnejši. In kar je več, potrebovali bomo večjo silo, da uporabimo svojo moč, saj se bo število človeških bitij na Zemlji še povečalo. Očitno lahko bi uničili svet […] Kolikor vemo, je Zemlja edino mesto v vesolju, kjer je življenje. Njeno nadaljnje preživetje je zdaj v naših rokah.« — David Attenborough, v zaključku